# Ulla Frellsen
Ulla Vera Belzac Frellsen (17. april 1937 – 17. juni 2008) var en dansk maler, skulptør og forfatter. Ulla Frellsen var selvlært som kunstner, men formåede at finde sin egen ganske særlige stil, der kredsede om livets vilkår og nødvendigheden af at være sig selv.
Oprindelig uddannet som sygeplejerske tog Ulla Frellsen sig mange andre opgaver på gennem livet. Hun blev født i Vindekilde på Kalundborgegnen og voksede op i en landbrugsfamilie. Som ung hjalp hun til på familiens landbrug. I 1960’erne gjorde hun karriere som tøjdesigner og drev et modefirma, som fik international succes. Men i 1970 lagde hun om og gjorde kunsten til sit liv, og fra 1977 levede hun udelukkende af sin kunst. Hun blev skilt fra sin mand og flyttede med deres fire børn til Nysted og bosatte sig i den nedlagte stationsbygning. Senere, da børnene var blevet ældre, flyttede hun til et skovarbejderhus i Roden Skov øst for byen og senest til et lille hus i Nr. Frejlev nord for Nysted.
Hendes billedverden er hele tiden fyldt op af mennesker med en egen vilje, mennesker, der lidt naivt tror at verden er god og minsandten får ret. Menneskene ligner ofte børn, men kan lige så godt opfattes som voksne, der har beholdt deres tro på livet på trods af alle ulykkelige tilskikkelser. Gennem hele hendes arbejde og liv går kravet om ægte kærlighed og en modstand mod falskhed. Det samme tema fastholder hun i sine rigt illustrerede bøger, 9 titler, der udkom i årene fra 1988-2002, flere af dem på eget forlag.
Mange kender hende som kunstneren bag plakatserien Sundhed for alle år 2000 udgivet af Sundhedsstyrelsen i anledning af WHOs kampagne af samme navn. 6 plakater man stadig møder på kontorer, lægehuse og andre steder.
| Citat | Min tro er, at jeg selv kan styre og vælge ansvarligt. Min gud er begrebet "det alment menneskelige". Alfaderlige guder og kirkelige systemer oplever jeg som afguder og fjender af det almenmenneskelige. De belønner uvederhæftighed og trøster ansvarsløshed, dobbeltmoral og falskhed. Med dette djævelske bedrag kommer verden så til barnet som to negle, og det bliver en lus, fastholdt og arresteret uden at have gjort noget ondt. | Citat |
| Citat fra www.Litteratursiden.dk (Oprindelig publiceret ForfatterNet Storstøms Amt - 18. marts 1999) – en kort beretning af Ulla Frellsen om hende selv. | |       |

## Plakater
- Stamherren (teaterforestilling med Dirch Passer på ABC-teatret 19??)
- Sundhed for alle år 2000
- Jordens dag 2008